# Франкфуртская фондовая биржа
Франкфуртская фондовая биржа (нем. Börse Frankfurt) — крупнейшая немецкая и одна из крупнейших мировых бирж. Оператором площадки является Deutsche Boerse Group AG.
Основной индекс: DAX (нем. Deutscher Aktienindex) — отражает цены на акции 30 крупнейших немецких компаний, является барометром состояния немецкой экономики.

## История
Свои истоки Франкфуртская фондовая биржа берет в средневековых торговых ярмарках, которые проводились в XI веке. Начальной точкой существования биржи считается принятие торговцами в 1585 году единых обменных курсов валют во Франкфурте-на-Майне, который к тому моменту уже стал крупным европейским торговым центром. В течение следующих веков Франкфурт превратился в одну из первых в мире фондовых бирж — наряду с Лондоном и Парижем. Банкиры, такие как Майер Амшель Ротшильд и Макс Варбург, имели существенное влияние на финансовую торговлю Франкфурта.
В 1879 году Франкфуртская фондовая биржа переехала в свое новое здание на Börsenplatz. В течение последней трети XIX века Франкфурт был крупным финансовым центром в мире.
Лидирующую позицию в Германии занимает с 1949 года. На биржу начали поступать национальные и международные инвестиции.
Под контроль «Deutsche Boerse Group», созданной на её основе, была передана в 1993 году.
В 2002 и 2004 годах Франкфуртская фондовая биржа пребывала в переговорах по поводу поглощения Лондонской фондовой биржи. Сделка сорвалась в 2005 году.
В 2017 году антимонопольный комитет Еврокомиссии вынес решение по планам Лондонской и Франкфуртской бирж об объединении. Глава комитета Маргрет Вестагер заявила, что Еврокомиссия приняла решение заблокировать слияние двух бирж, поскольку «слияние может привести к образованию фактической монополии на ряде рынков, а одной из целей комиссии является обеспечение того, чтобы слияние не вредило конкуренции».

## Правовое урегулирование
Независимый надзор над рынком ценных бумаг в Германии осуществляется Управлением по надзору за рынком (HÜSt), Управлением по надзору за фондовыми биржами Министерства экономики, транспорта и регионального развития Гессена и Федеральным управлением финансового надзора (BaFin).

## Галерея

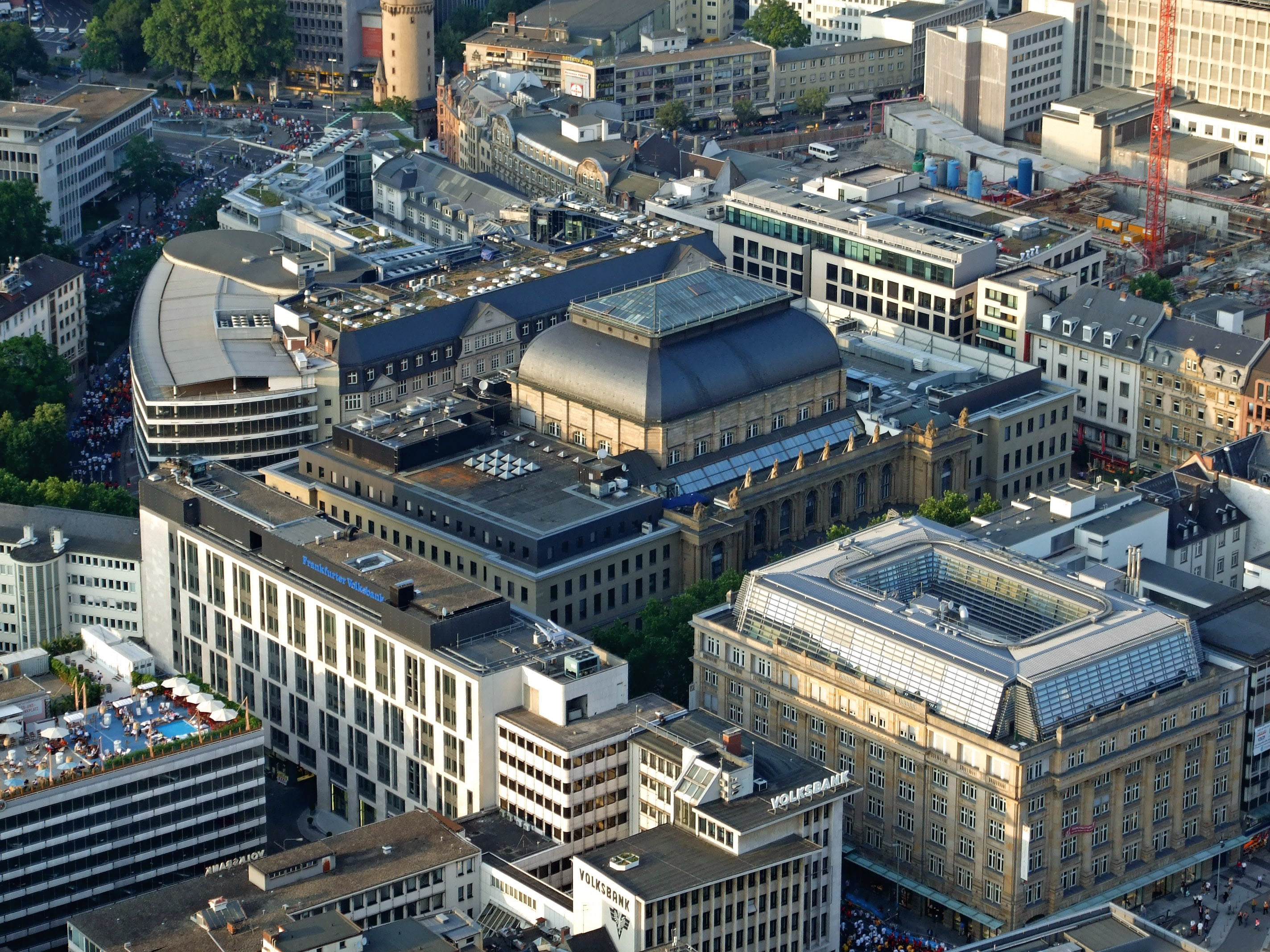
Здание Франкфуртской фондовой биржи с высоты птичьего полёта
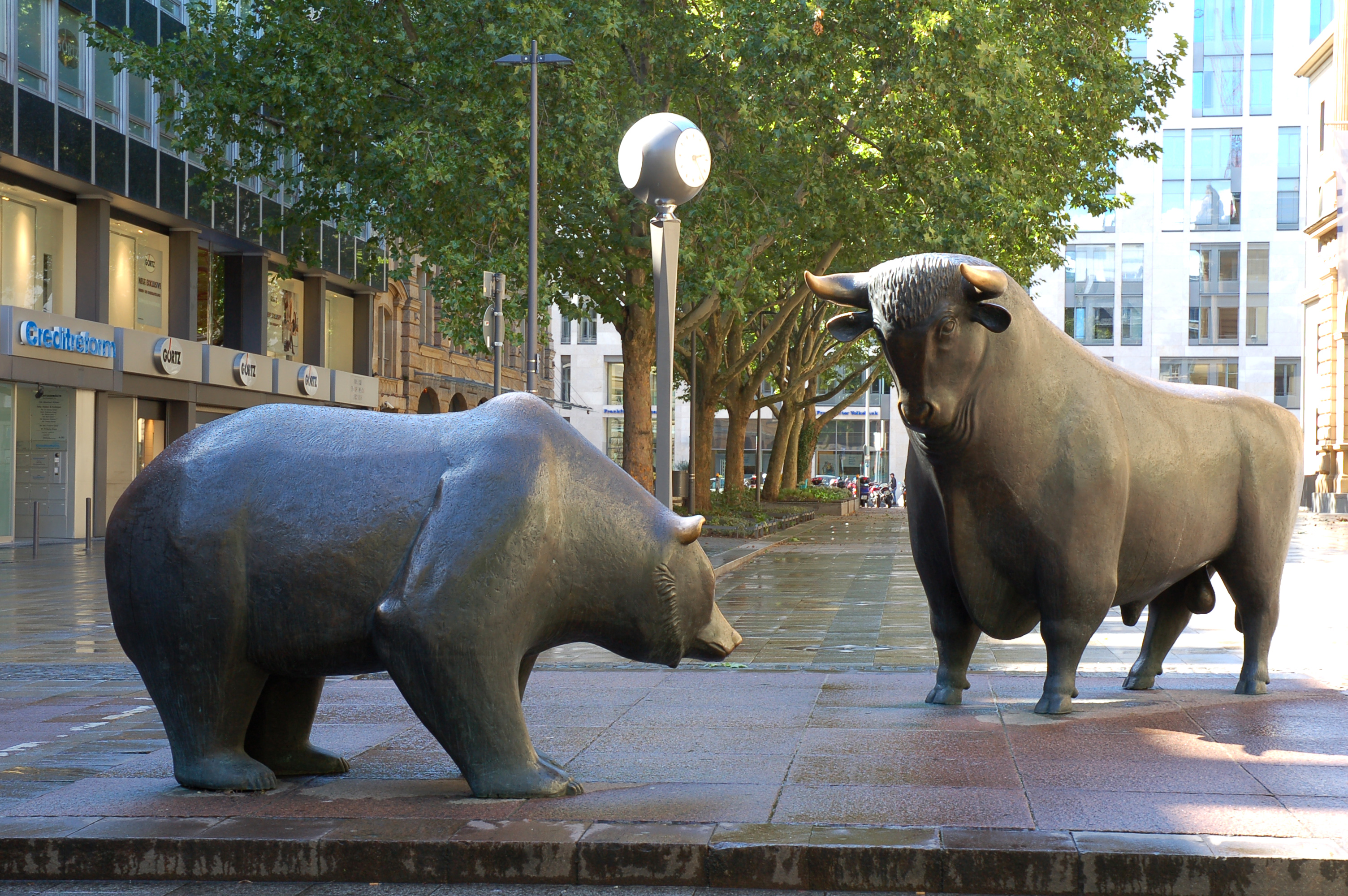
Медведь и бык, символы биржевой торговли, перед зданием биржи